# Jacques Savary
Jacques Savary (Doué-la-Fontaine, 22 settembre 1622 – 7 ottobre 1690), fu un mercante, funzionario e trattatista francese, noto principalmente per essere l'autore del trattato di economia "Le parfait négociant: ou Instruction générale pour ce qui regarde le commerce des marchandises de France, & des pays étrangers", pubblicato a Parigi nel 1675.

## Biografia

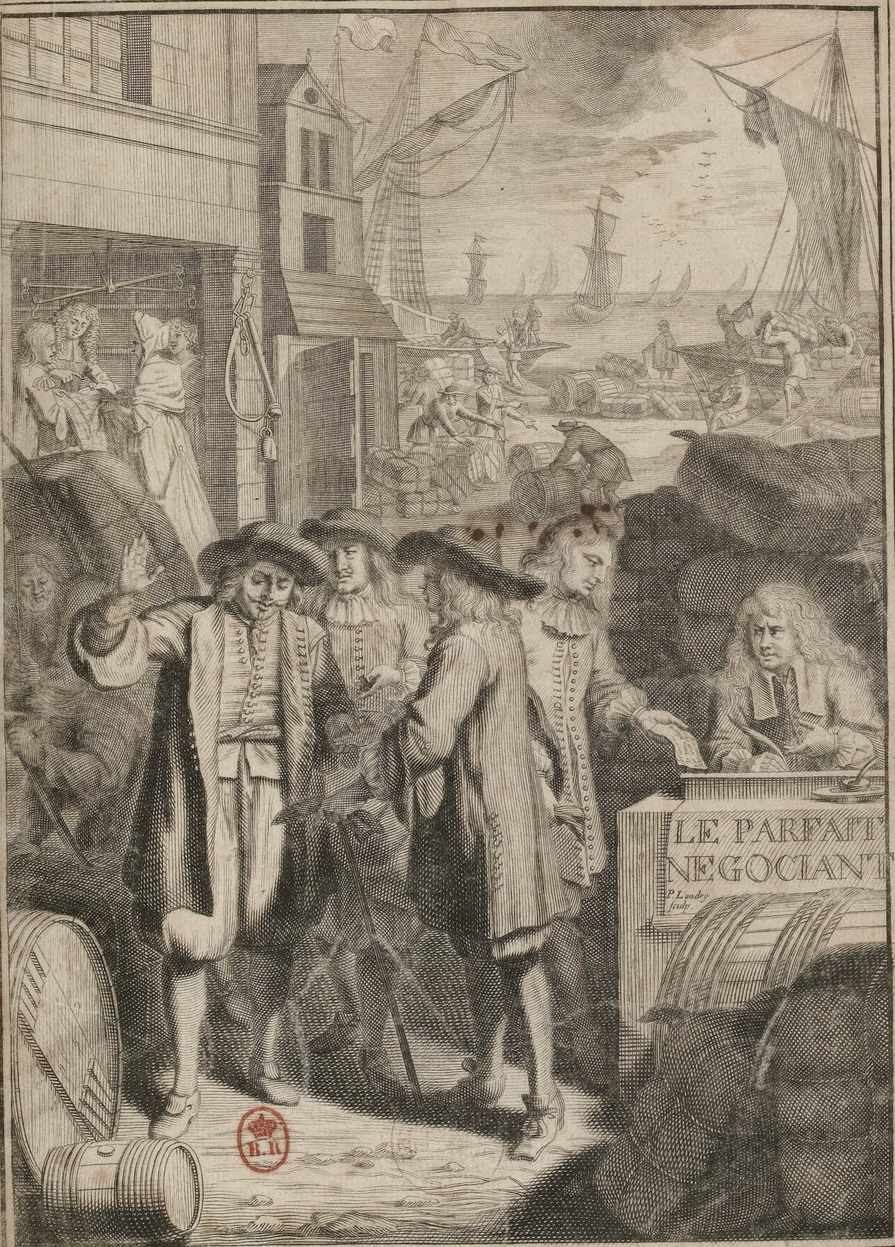
Frontespizio della prima edizione del 1675 dell'opera di Jacques Savary Parfait Negociant

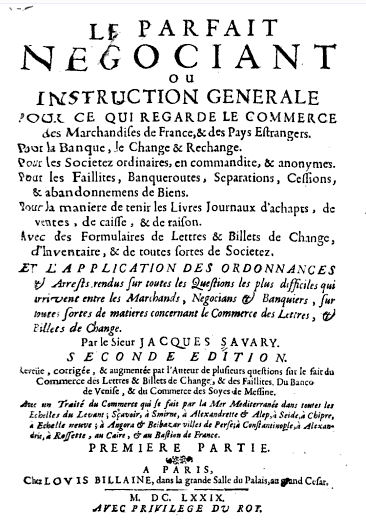
Frontespizio dell'edizione del 1679 del Parfait Negociant

Nacque nel 1622 in Doué-la-Fontaine, nella provincia di Angiò, da una nobile famiglia dedita al commercio fin dal XV secolo. Studiò diritto a Parigi e diventò Procuratore presso il Parlamento. Dopo di che si dedicò al commercio in svariate tipologie di merci ed entrò nella potente corporazione parigina dei merciers.
Dal 1658 abbandonò gli affari ed iniziò la sua fortuna nella carriera burocratica, grazie all'aiuto del suo amico Nicolas Fouquet, Sovrintendente alle finanze di Francia: gli fu affidato il ruolo di direttore della produzione del cuoio; poi il prestigioso incarico di dirigere la Compagnie des domaines du roi; dal 1661 fu agente degli interessi del Duca di Mantova. Nello stesso anno il suo amico e protettore Fouquet perse il suo ruolo di potere e venne arrestato; nel ruolo di Intendant gli succedette Jean-Baptiste Colbert, che nel 1669 divenne Ministro della real Casa.
Nel 1670 Jacques Savary presentò a Colbert un rapporto sugli abusi e le frodi commessi correntemente nel commercio francese, proponendo alcune contromisure. Jacques Savary guadagnò la fiducia del ministro Colbert e del cancelliere Pierre Séguier e venne chiesto il suo parere nell'elaborazione di leggi in materie economiche e una ordinanza del 1673 prese il nome di "Codice Savary ".
Nel 1683 il ministro Pelletier, successore di Jean-Baptiste Colbert, gli affidò il compito di condurre un'indagine sullo stato delle finanze delle colonie occidentali della Corona di Francia.
Jacques Savary si sposò con una figlia di un collega appartenente alla corporazione dei merciers ed ebbe 17 figli, 11 dei quali gli sopravvissero. Fra questi, si ricordano Jacques Savary des Brûlons (1657–1716), ispettore generale della dogana e scrittore di economia noto per aver scritto il Dictionnaire universel de commerce e Louis-Philémon Savary (1654-1727), canonico nell'abazia di Saint-Maur-des-Fossés, si occupò di completare l'edizione del Dictionnaire dopo la morte del fratello.

## Opere

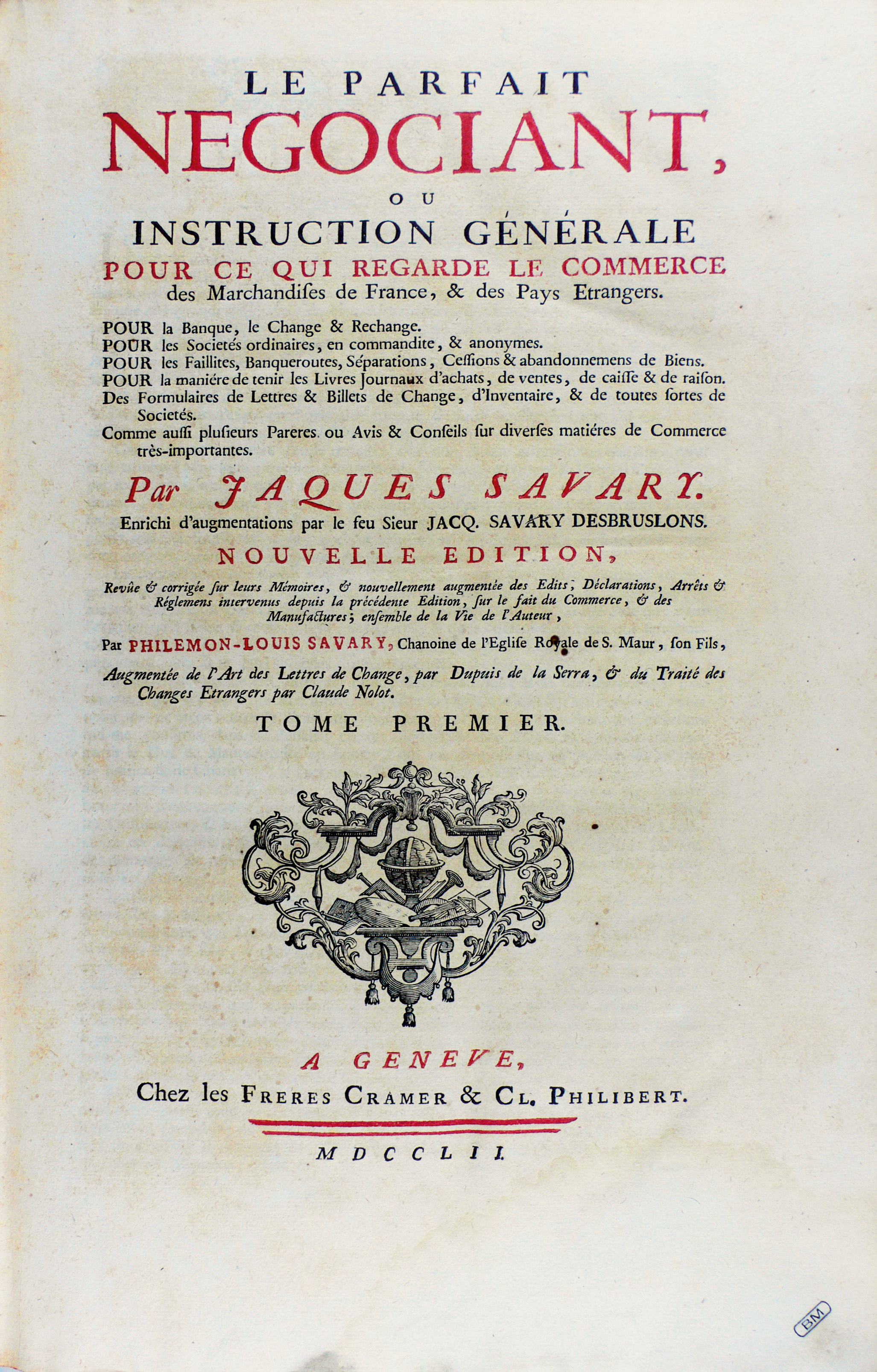
Le parfait négociant, 1752
(Fondazione Mansutti, MIlano).

### Le Parfait Négociant
Il primo e più importante scritto di Jacques Savary fu Le Parfait Négociant : ou Instruction générale pour ce qui regarde le commerce des marchandises de France, & des pays étrangers.
Questo trattato di economia venne pubblicato a Parigi nel 1675 con l'intento di formare le nuove generazioni di mercanti francesi. Tradotto in italiano il titolo significa: "Il Perfetto Mercante: ovvero Istruzione generale per quanto riguarda il commercio mercantile in Francia e nei paesi stranieri". Questa opera venne ristampata varie volte nel giro di breve tempo e ben presto venne tradotta in diverse lingue straniere, prima delle quali fu l'olandese, con l'edizione di Amsterdam del 1683. La diffusione di quest'opera nel pensiero dell'epoca fu tale che influì anche sulla redazione del codice napoleonico.
Quest'opera segnò la distinzione fra due termini (il termine "marchand" e quello "négociant") che nel lessico francese si stava diffondendo da diverso tempo e che era indicativa della differenziazione sociale che si ebbe nella Francia del XVII secolo: "marchand" era il bottegaio, venditore al dettaglio, relegato nella più infima delle classi sociali, il terzo stato; "négociant" era il mercante all'ingrosso, borghese che poteva raggiungere grandi ricchezze e il prestigio nella società francese dell'Ancien Régime.

### Les Parères
L'altra opera di rilievo fu Les Parères, ou Avis et Conseils sur les plus importantes Matières de Commerce.
In italiano il titolo significa: "I Pareri. Ovvero avvisi e consigli sulle più importanti materie del commercio".
Seguito del precedente scritto, venne edito nel 1688.